# Clarisse urbaniste
Le clarisse urbaniste (in latino Ordo Sanctae Clarae regulae Urbani IV) sono monache dell'ordine fondato da santa Chiara d'Assisi nel 1212 che adottano la regola mitigata da papa Urbano IV nel 1263: pospongono al loro nome la sigla O.S.C.Urb.

## Storia
Dalla fondazione dell'ordine (19 marzo 1212) alla promulgazione della prima regola trascorsero quaranta anni: in questo periodo sorsero numerosi monasteri di clarisse, tutti sottoposti alla regola benedettina ed ispirati all'insegnamento di Chiara e Francesco d'Assisi.
Solo dal 1218 Ugolino di Segni iniziò a dedicarsi alla stesura di una Regola, ma l'opera non fu breve; divenuto papa col nome di Gregorio IX nel 1227, il 17 settembre del 1228 concesse alle clarisse del monastero di San Damiano la bolla del Privilegio della povertà, che proibiva a chiunque di costringere le religiose ad accettare donazioni.
La regola formulata da Gregorio IX, che prevedeva l'estensione a tutti i monasteri di clarisse del Privilegio della povertà, fu rivista ed approvata da Chiara e promulgata da papa Innocenzo IV il 9 agosto del 1253.
Ma diversi monasteri rifiutarono il rigore della nuova regola per cui il cardinale protettore dell'ordine, Giovanni Gaetano Orsini, compose una nuova regola approvata da Urbano IV il 18 ottobre 1263 (la cosiddetta regola Urbaniana) che permetteva però alle religiose di possedere beni in comune: le clarisse dei monasteri che accolsero la regola di papa Urbano assunsero il nome di Urbaniste.

## Attività e diffusione
Le clarisse urbaniste sono monache di clausura dedite alla preghiera contemplativa e soggette alla direzione spirituale dei frati dell'ordine dei minori conventuali, di cui costituiscono il secondo ordine.
Alla fine del 2005 le urbaniste contavano 82 monasteri e 1.070 religiose.